# Elsholzwiesen
Koordinaten: 52° 29′ 50″ N, 11° 55′ 51″ O
Die Elsholzwiesen sind ein Naturschutzgebiet in der Stadt Tangermünde im Landkreis Stendal in Sachsen-Anhalt.
Das Naturschutzgebiet mit dem Kennzeichen NSG 0193 ist rund 161 Hektar groß. Es ist teilweise Bestandteil des FFH-Gebietes „Elbaue zwischen Derben und Schönhausen“ und des EU-Vogelschutzgebietes „Elbaue Jerichow“ und größtenteils vom Landschaftsschutzgebiet „Tanger-Elbeniederung“ umgeben. Das Gebiet steht seit 2000 unter Schutz (Datum der Verordnung: 15. Juni 2000). Zuständige untere Naturschutzbehörde ist der Landkreis Stendal.
Das Naturschutzgebiet liegt südlich von Tangermünde zwischen den Ortsteilen Bölsdorf und Buch im Biosphärenreservat Mittelelbe. Es stellt einen vollständig verlandeten Altarm in der Altaue der Elbe unter Schutz. Die Altaue ist zwar durch den Elbdeich von der Flussdynamik getrennt, wird hier aber zeitweilig durch hoch anstehendes Dränge- und Grundwasser sowie im Zuge von Wiedervernässungsmaßnahmen überstaut.
Bei dem Gebiet handelt es sich um einen Wiesenkomplex mit Grünland und Feuchtgrünland unterschiedlicher Nutzungsintensität. Teilweise sind noch Silgen-Rasenschmielen-Wiesen, die ehemals für den Naturraum typisch waren, vorhanden. In einzelnen feuchten Senken wachsen Rohrglanzgras- und Wasserschwadenröhrichte. Der Wiesenkomplex wird über zahlreiche Gräben zum Tanger entwässert. Die Ufer der Gräben werden von Schilfröhrichten und Uferstaudenfluren eingenommen. An drei Stellen sind künstlich angelegte, stehende Kleingewässer zu finden.
Charakteristische Pflanzenarten im Naturschutzgebiet sind Gelbe Wiesenraute, Zungenhahnenfuß, Sumpfhaarstrang, Froschbiss und Ufersegge. Weiterhin sind u. a. Fuchssegge, Sumpfwasserstern, Wasserfeder, Wiesensalbei, Hohes Veilchen und Brenndolde zu finden. Eine Besonderheit stellt das Grabenveilchen dar.
Der Wiesenkomplex ist Lebensraum für zahlreiche Tierarten. So kommen hier u. a. verschiedene Vögel wie Weißstorch, Großer Brachvogel, Uferschnepfe, Bekassine, Wachtelkönig, Spießente, Knäkente, Schnatterente, Rotmilan, Steinkauz, Wiesenpieper, Sperbergrasmücke, Braun- und Schwarzkehlchen vor. Die Röhrichte entlang der Gräben sind Lebensraum für Rohrammer, Sumpf- und Teichrohrsänger. Auch der Flussregenpfeifer ist im Naturschutzgebiet heimisch. Weiterhin leben in den Gräben und Stillgewässern verschiedene Amphibien, darunter Erdkröte, Gras- und Moorfrosch, Teich- und Kammmolch, aber auch Knoblauchkröte, Wechselkröte, Kreuzkröte, Teichfrosch und Rotbauchunke sowie verschiedene Libellen. Auch Heuschrecken wie die Sumpfschrecke sind heimisch.
Die Wiesen werden zur Pflege mit Hauswasserbüffeln beweidet. Am Rand des Naturschutzgebietes steht ein Aussichtsturm, von dem aus die Wiesenlandschaft einsehbar ist. Das Naturschutzgebiet grenzt überwiegend an landwirtschaftliche Nutzflächen. Im Westen grenzt es streckenweise an eine Landesstraße, im Osten an den Flothgraben (auch als Laufgraben bzw. Bucher Laufgraben bezeichnet). Im Verlauf der Landesstraße wurden im Sommer 2011 mehrere Amphibientunnel als Querungshilfe gebaut.